# Gázszer FC
Gázszer FC – węgierski klub piłkarski z siedzibą w mieście Gárdony działający w latach 1994–2000.

## Historia

### Chronologia nazw
- 1994: Gázszer Futball Club
- 1995: Gázszer Futball Club-Agárd
- 1997: Gázszer Futball Club

### Początki klubu
Klub powstał w 1994 roku z inicjatywy Józsefa Májera i László Németha, właściciela firmy Gázszer.
Sezon 1994/1995 klub rozpoczął w 4. lidze. Premierowy sezon zespół zakończył na pierwszym miejscu z osiemnastoma punktami przewagi nad klubem Etyek SE. W całym sezonie klub wygrał 27. spotkań, przegrywając tylko dwa mecze i jeden remisując. W następnym sezonie klub grał już w grupie Duna, w NB III. Zespół ponownie zajął pierwsze miejsce w grupie, 21. spotkań wygrywając, remisując siedem i tylko dwa przegrywając. Bilans ten pozwolił na sześć punktów przewagi w końcowej tabeli nad budapeszteńskim Elektromos SE. Po awansie do zachodniej grupy Nemzeti Bajnokság II w sezonie 1996/1997 planem było zapewnienie sobie bezpiecznego miejsca w tabeli. Jednakże Gázszer FC wygrał 20. spotkań, osiem zremisował i dwa przegrał i z dorobkiem 68 punktów po raz trzeci w ciągu trzech sezonów zajął pierwsze miejsce i uzyskał awans do wyższej ligi.

### Gra wNemzeti Bajnokság I
Debiutancki sezon 1997/98 zespół zakończył z 48. punktami na ósmym miejscu, co okazało się być wielkim sukcesem. Dodatkowo królem strzelców, z dwudziestoma golami został Krisztián Tiber. Najlepiej zapamiętanym meczem z sezonu 1997/98 był mecz z Vasas Danubius Hotels, rozegrany na boisku Vasasu, który zakończył się zwycięstwem 6-2 zespołu Gázszer FC.
W kolejnym sezonie zespół zajął 11. miejsce w lidze z dorobkiem 44. punktów.
W sezonie 1999/2000 klub, z powodów finansowych rozegrał tylko 17. ligowych spotkań. W przerwie między rozgrywkami właściciel klubu, László Németh, sprzedał miejsce w lidze klubowi Pécsi MFC, który w rundzie wiosennej grał w NB I w miejsce Gázszer FC.

## Osiągnięcia
- W lidze (3 sezony na 109): 1997/98-1999/2000

## Stadiony
Od momentu założenia klubu w 1994 roku do awansu do NB II klub rozgrywał swoje mecze na boisku Agárdi Parkerdő Sport és Szabadidő Központ w Gárdony. Po awansie do Nemzeti Bajnokság II klub przeniósł się na MÁV Előre stadion w Székesfehérvárze. W pierwszym sezonie w Nemzeti Bajnokság I swoje mecze rozgrywał już na obiekcie Sóstói Stadion w Székesfehérvárze (równocześnie ten stadion użytkował wówczas klub Videoton FC), zaś w drugim i trzecim sezonie grał na obiekcie Stadler Stadion w Akasztó, który po rozwiązaniu w 1998 roku klubu Stadler FC nie miał swojego gospodarza.